# دوديان
قرية في شمال غرب سورية تابعة لـمدينة إعزاز والتي هي تابعة أساساً لـمحافظة حلب على قرب من الحدود التركية تبعد عن الحدود التركية ثلاثة كيلو مترات تقريباً , وهذه القرية لا يعرف بالضبط تاريخ بنائها.
يحد القرية من الشرق مزرعة الكمالية، ومن الغرب قرية قرة كوبري (الجسر الأسود)،ومن الشمال قرة مزرعة (المزرعة السوداء)،ومن الجنوب قرية جكة.علماً أن هذه القرى المحيطة بها تتبعها إدارياً كخدمات لبلدية دوديان.
و يقدر عدد سكان القرية ينحو 5 آلاف نسمة، والعديد من أهالي القرية استقرّ في مدينة حلب.
سكان القرية هم من الاكراد الذين تحولو إلى تلك المنطقة وعائلات من العرب، الكثير من سكان القرية يتحدثون التركية لقرب المسافة الجغرافي ولكن لغتهم الأم هي الكوردية.بسبب القرب الجغرافي، يتحدث السكان اللغة التركية ولكن لغتهم الأم هي بالطبع الكردية.

القرية فيها بلدية ومشروع
1. 1 2  GeoNames (بالإنجليزية), 2005, QID:Q830106
2. ↑  "معلومات عن دوديان على موقع geonames.org". geonames.org. مؤرشف من الأصل في 2020-11-03.

 مياه شرب ومدرسة ابتدائية وإعدادية و مستوصف صحي. كما أن القرية تتميز بسهولها الزراعية الخصبة التي تقدر بخمس آلاف هكتار.
تشتهر القرية بصناعة دبس (ربّ العنب) منذ عشرات الأعوام ومياهها الجوفية العذبة.
‌